# ヨシモトポール
ヨシモトポール株式会社は東京都千代田区丸の内に本社を置く各種スチールポールの製造・販売を中心とした事業を行うメーカーである。
製造拠点は群馬県藤岡市と滋賀県東近江市にある。
経営理念は「挑戦し、『知』と『技』で笑み溢れる未来を拓きます」、ヨシモトポールグループスローガンは「心躍る挑戦を、ともに。」

## 概要
1961年（昭和36年）の12月に、前身の与志本林業株式会社（長野県南佐久郡の発祥）の取締役をしていた由井克巳が創業し、コンクリートポールメーカーとしてスタート。与志本林業は枕木や杭丸太などを供給していた会社であり、その時代を含めると100年以上の歴史がある。
ヨシモトポールの創業時は、高度経済成長により木材市場がコンクリート製品へと急速に移行し始めた時代。最初の事業は、農村地区での需要が旺盛であった有線放送用コンクリートポールから始まり、その後は日本電信電話公社（現NTTグループ）の電柱などコンクリートポール製品を拡充。更に、昭和40年前半からは照明、標識用のスチールポールの製造が本格化。現在のヨシモトアグリ株式会社の源流となる、FRP製飼料タンクの開発も同時期となる。
景観・環境配慮へと社会のニーズが移り変わる平成を迎えた頃から、メインはスチールポールへと段階的にシフトした。現在では政府により国土強靭化が掲げられ、ヨシモトポールは電力・鉄道・通信・道路・照明・標識・信号・スポーツ関連施設等、幅広い社会インフラに必要とされるポールメーカーとなった。

## 沿革
- 1961年 コンクリートポールの製造販売を目的として設立、本社を東京都千代田区に置く、資本金1千万円、藤岡工場を建設
- 1963年 滋賀工場を建設
- 1966年 信越化学工業との提携によりPSカラーポールの製造販売を開始
- 1968年 藤岡工場が日本電信電話公社の指定工場となる
- 1969年 FRP製飼料タンクの製造販売を開始
- 1971年 PSカラーポール 英国プラスチックコーティング社との提携によるプラコート製法を導入
- 1977年 ヨシモト機工を設立（現 ワイケースチール）、新群運輸を設立（現 シングン物流）
- 1979年 藤岡工場 日本工業規格JIS表示許可（許可番号379155）
- 1981年 藤岡工場 コーティング技術センターを建設（現 技術開発センター）
- 1982年 資本金3億円に増資
- 1985年 東京電力へ配電用鋼管柱を納入開始
- 1986年 ヨシモト化成を設立（現 ヨシモトエンジニアリング）
- 1988年 ヨシモト集合ポール グッドデザイン部門別大賞を受賞（公共空間部門）
- 1989年 「美しいくにづくりに良い品を」を経営理念として掲げ、景観･環境事業へ参入
- 1990年 レトロポール グッドデザイン景観賞を受賞
- 1992年 滋賀工場が永源寺町に移転
- 1993年 藤岡工場に塗装設備「ポールコート336ライン」を設置
- 1996年 デザインコンクリートシステムポール グッドデザイン景観賞を受賞（公共空間用設備･機器部門）
- 1997年 藤岡工場 ISO9001認証を取得
- 2001年 藤岡工場を群馬工場に改名
- 2005年 群馬工場 環境ISO14001認証を取得
- 2011年 畜産環境事業部をアグリ事業部に改名
- 2012年 西日本サービスセンターを開設（現 ヨシモトアグリ㈱西日本サービスセンター）
- 2013年 ヨシモトエンジニアリング 一級建築士事務所を開設、滋賀工場 敷地を1.8倍に拡張
- 2014年 アグリ事業部が分社しヨシモトアグリ㈱として営業開始、避難誘導システム グッドデザイン賞を受賞、耐疲労型開口部トツレス NETIS（国土交通省）に登録、滋賀工場 第三工場を建設
- 2015年 ジョイマスト 国土交通省大臣認定を取得
- 2016年 YSポールを設立
- 2017年 高崎事務所を開設
- 2018年 九州支店、新潟営業所、北陸営業所の販売窓口をYSポールへ移管
- 2019年 東北支店、信越支店、関東支店、名古屋支店、大阪支店、札幌事務所の販売窓口をYSポールへ移管、国土強靭化への政策を受け、「災害に強いくにづくりに良い品を」を経営理念として掲げる
- 2020年 バナーポール・フットライト グッドデザイン賞を受賞
- 2021年 群馬工場 摩擦圧接設備を導入
- 2023年 本社を丸の内パークビルディングへ移転
- 2024年 ワイケースチールを吸収合併、東平井工場稼働開始
- 2025年 「挑戦し、『知』と『技』で笑み溢れる未来を拓きます」を経営理念として掲げる

## 子会社
- YSポール株式会社 - 日鉄建材株式会社とヨシモトポール、2社の照明ポール部門を統合して設立。両者の強みを活かした照明ポールの製造・販売並びにヨシモトポールの協販店（販売代理店）事業を展開。
- ヨシモトエンジニアリング株式会社 - 多くの施工業者と連携してポール関連の工事を実施。工事業のみならず、ポールに関する点検・メンテナンス、長寿命化技術の開発・販売と一級建築士事務所を展開。
- シングン物流株式会社 - ヨシモトポール製品（長尺物・重量物・特殊形状物）の輸送をメインとした事業を展開。10tユニック、7tユニックなど計約30台の貨物自動車を保有。
- ヨシモトアグリ株式会社 - 養豚・養鶏プラントの設計・施工事業を展開。欧米各国から優れた機材・システムを導入し、最先端のプラントを提供することにより、日本の畜産業の発展を目指す。